# Kevade
Primavera (1969) (en estonio: Kevade) Dirigida por Arvo Kruusement es una adaptación cinematográfica en blanco y negro de la popular novela del mismo nombre del escritor estonio Oskar Luts'.
En 1970 la película vendió 558.000 entradas en Estonia (que tiene una población total de 1,34 millones de habitantes) y 8,100,000 en la Unión Soviética en 1971.  La película fue reestrenada en Estonia el 13 de abril del 2006..
La película fue filmada en Palamuse, Estonia.
El 7 de enero del 2012 Google Estonia dedica su portada al cumpleaños 125 de Oskar Luts con un Doodle con referencia a Kevade.

## Reparto
- Arno Liiver es Arno Tali.
- Riina Hein es Raja Teele.
- Aare Laanemets es Joosep Toots.
- Margus Lepa es Georg Adniel Kiir.
- Ain Lutsepp es Tõnisson.
- Leonhard Merzin es Teacher Laur.
- Endel Ani es Parish clerk, Julk-Jüri.
- Kaljo Kiisk es Kristjan Lible.
- Rein Aedma es Jaan Imelik.
- Kalle Eomois es Kuslap.
- Ervin Abel es Papa Kiir